# Claude Le Roy
Claude Marie François Le Roy (ur. 6 lutego 1948) – francuski piłkarz grający na pozycji defensywnego pomocnika i trener piłkarski. Od połowy lat 80. pracuje najczęściej w Afryce, gdzie prowadził m.in. reprezentację Demokratycznej Republiki Konga (2004–2006, 2012–2013) Kamerunu (1985–1988, 1998) czy Senegalu (1989–1992). W latach 2016–2021 był selekcjonerem reprezentacji Togo.

## Kariera piłkarska
Był zawodnikiem FC Rouen, AC Ajaccio, Olympique avignonnais, Stade Lavallois i Amiens SC.

## Kariera szkoleniowa
W latach 1985–1988 był selekcjonerem reprezentacji Kamerunu, z którą w 1988 roku zdobył Puchar Narodów Afryki. Później z powodzeniem prowadził Senegal, a także Zjednoczone Emiraty Arabskie i Malezję. Pod koniec lat 90. był dyrektorem sportowym w Paris Saint Germain.
W kwietniu 1998 roku ponownie został wybrany na trenera drużyny narodowej Kamerunu. Startował z nią w mistrzostwach świata 1998. Mimo iż reprezentacja zaprezentowała się we Francji z dobrej strony i była o krok od wyjścia z grupy, po turnieju Le Roy podał się do dymisji.
Później pracował w RC Strasbourg (1999–2000) i w Chinach oraz w latach 2003–2004 w angielskim Cambridge United, z którym awansował do drugiej ligi (Division 2).
Od czerwca 2004 do lipca 2006 roku i ponownie w latach 2012–2013 był selekcjonerem reprezentacji Demokratycznej Republiki Konga, z którą dotarł do ćwierćfinału Pucharu Narodów Afryki 2006.
Od września 2006 do 2008 roku pełnił obowiązki trenera kadry Ghany.
W 2013 roku został selekcjonerem reprezentacji Konga, funkcję pełnił do 2015.

## Sukcesy szkoleniowe
- wicemistrzostwo Afryki 1986 i mistrzostwo Afryki 1988 oraz start (faza grupowa) w Mundialu 1998 z reprezentacją Kamerunu
- awans do drugiej ligi angielskiej w sezonie 2003–2004 z Cambridge United
- awans do Pucharu Narodów Afryki 2006 i start w tym turnieju (ćwierćfinał) z reprezentacją DR Konga
- awans do Pucharu Narodów Afryki 2013 znowu z Reprezentacją DR Konga.